# Weedsport
Weedsport és una població dels Estats Units a l'estat de Nova York. Segons el cens del 2000 tenia 2.017 habitants.

## Demografia
Segons el cens del 2000, Weedsport tenia 2.017 habitants, 767 habitatges, i 524 famílies. La densitat de població era de 802,9 habitants per km².
Dels 767 habitatges en un 37,7% hi vivien nens de menys de 18 anys, en un 50,6% hi vivien parelles casades, en un 14,5% dones solteres, i en un 31,6% no eren unitats familiars. En el 26,7% dels habitatges hi vivien persones soles el 13,8% de les quals corresponia a persones de 65 anys o més que vivien soles. El nombre mitjà de persones vivint en cada habitatge era de 2,55 i el nombre mitjà de persones que vivien en cada família era de 3,1.
Per edats la població es repartia de la següent manera: un 27,8% tenia menys de 18 anys, un 7,4% entre 18 i 24, un 28,2% entre 25 i 44, un 21,4% de 45 a 60 i un 15,3% 65 anys o més.
L'edat mediana era de 37 anys. Per cada 100 dones de 18 o més anys hi havia 85,4 homes.
La renda mediana per habitatge era de 40.331 $ i la renda mediana per família de 45.673 $. Els homes tenien una renda mediana de 36.042 $ mentre que les dones 25.625 $. La renda per capita de la població era de 18.102 $. Entorn del 4,1% de les famílies i el 7,1% de la població estaven per davall del llindar de pobresa.